# Lễ hội ở Ninh Bình

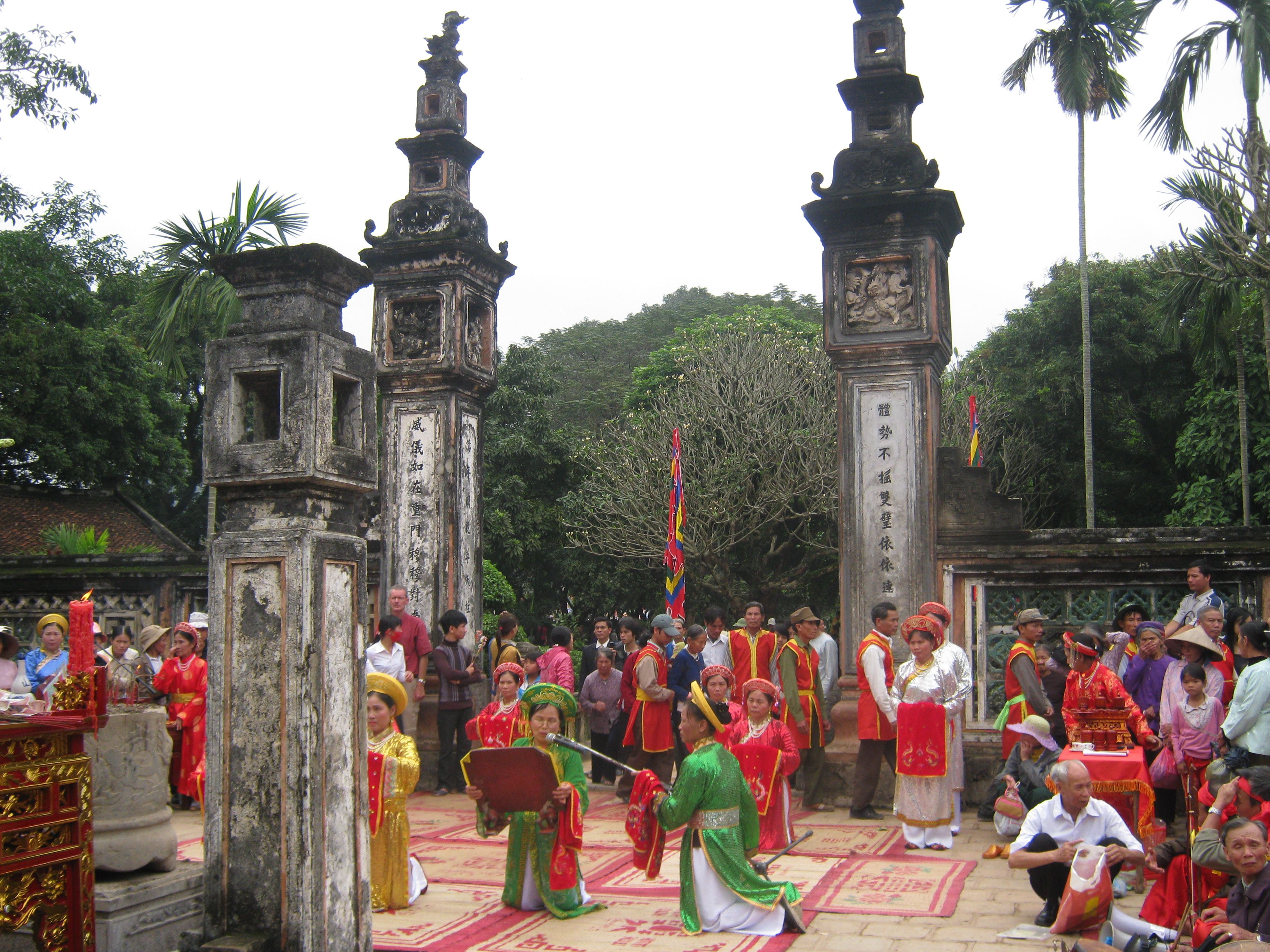
Tế lễ tại đền Vua Đinh trong Lễ hội Hoa Lư ở Cố đô Hoa Lư

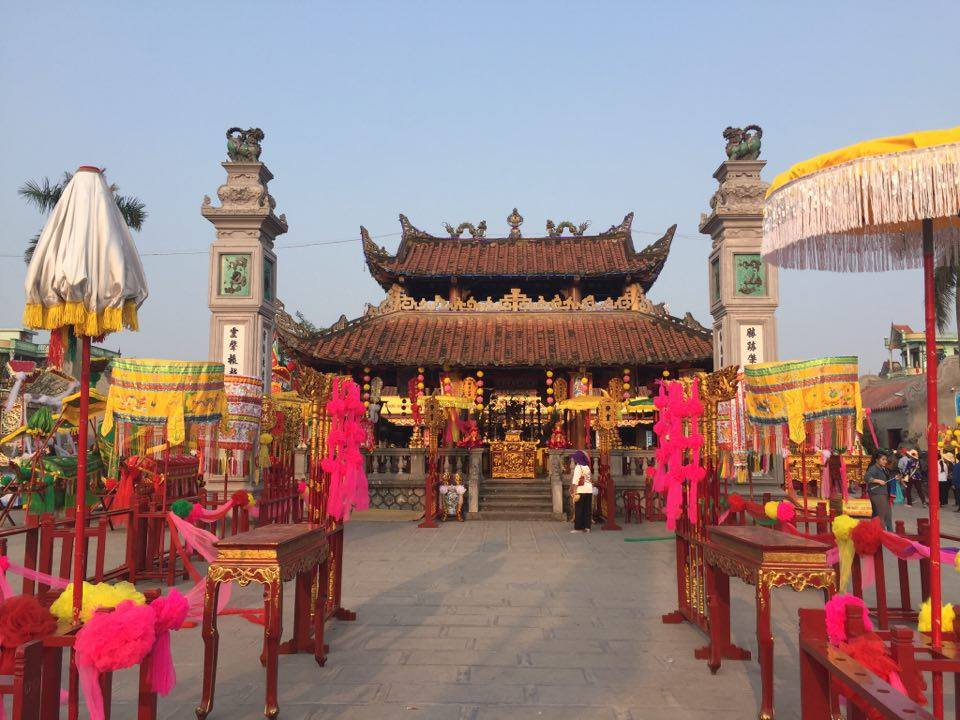
Phủ Tiên Hương ngày lễ hội

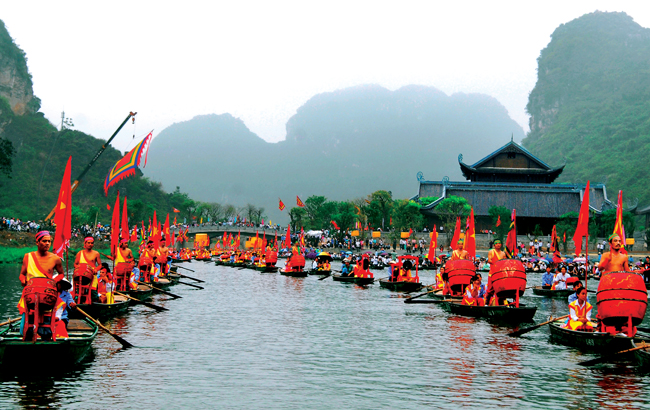
Lễ rước trên sông tại lễ hội Tràng An năm 2011

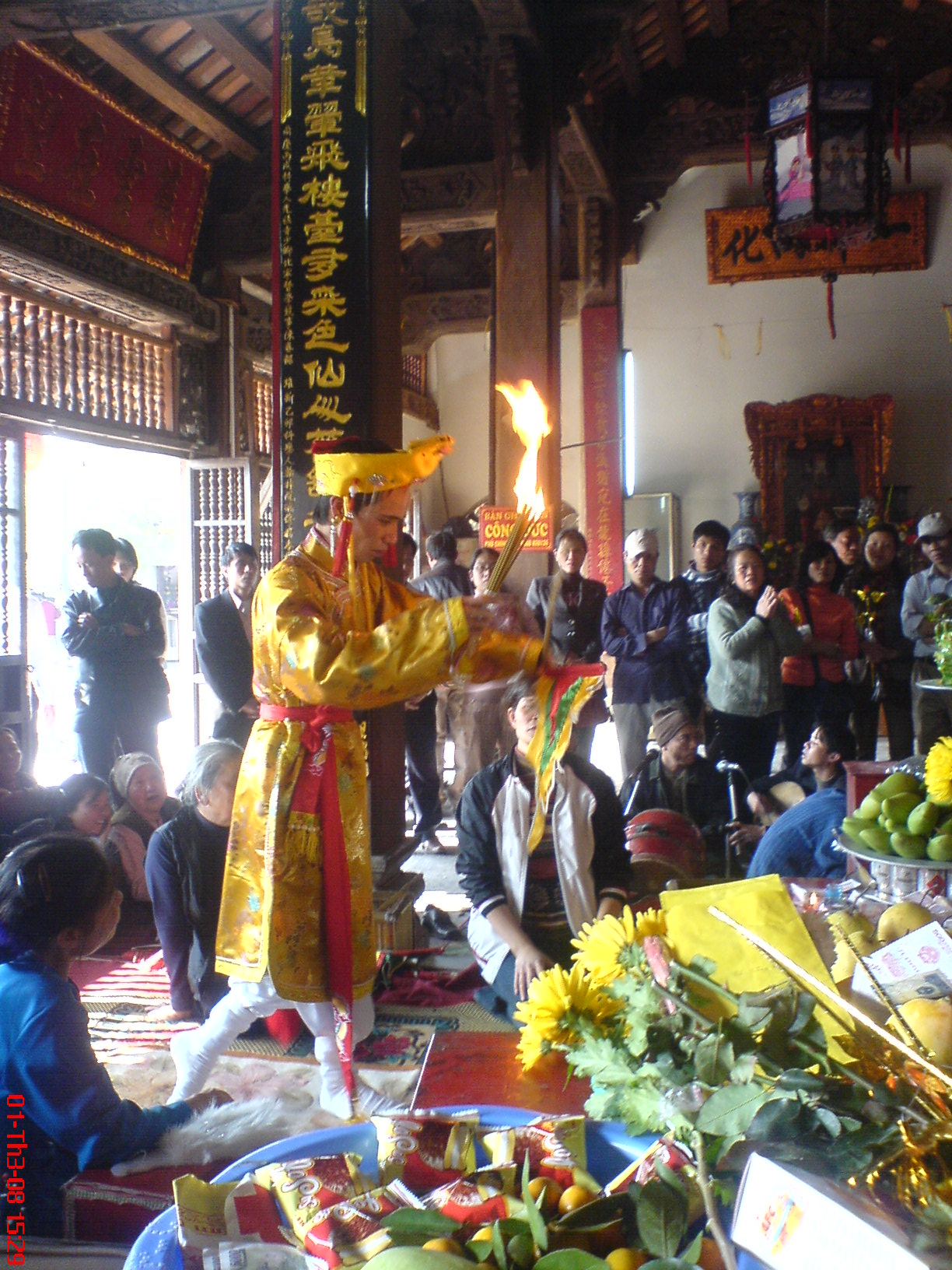
Thực hành tín ngưỡng thờ Mẫu tại Phủ Dầy

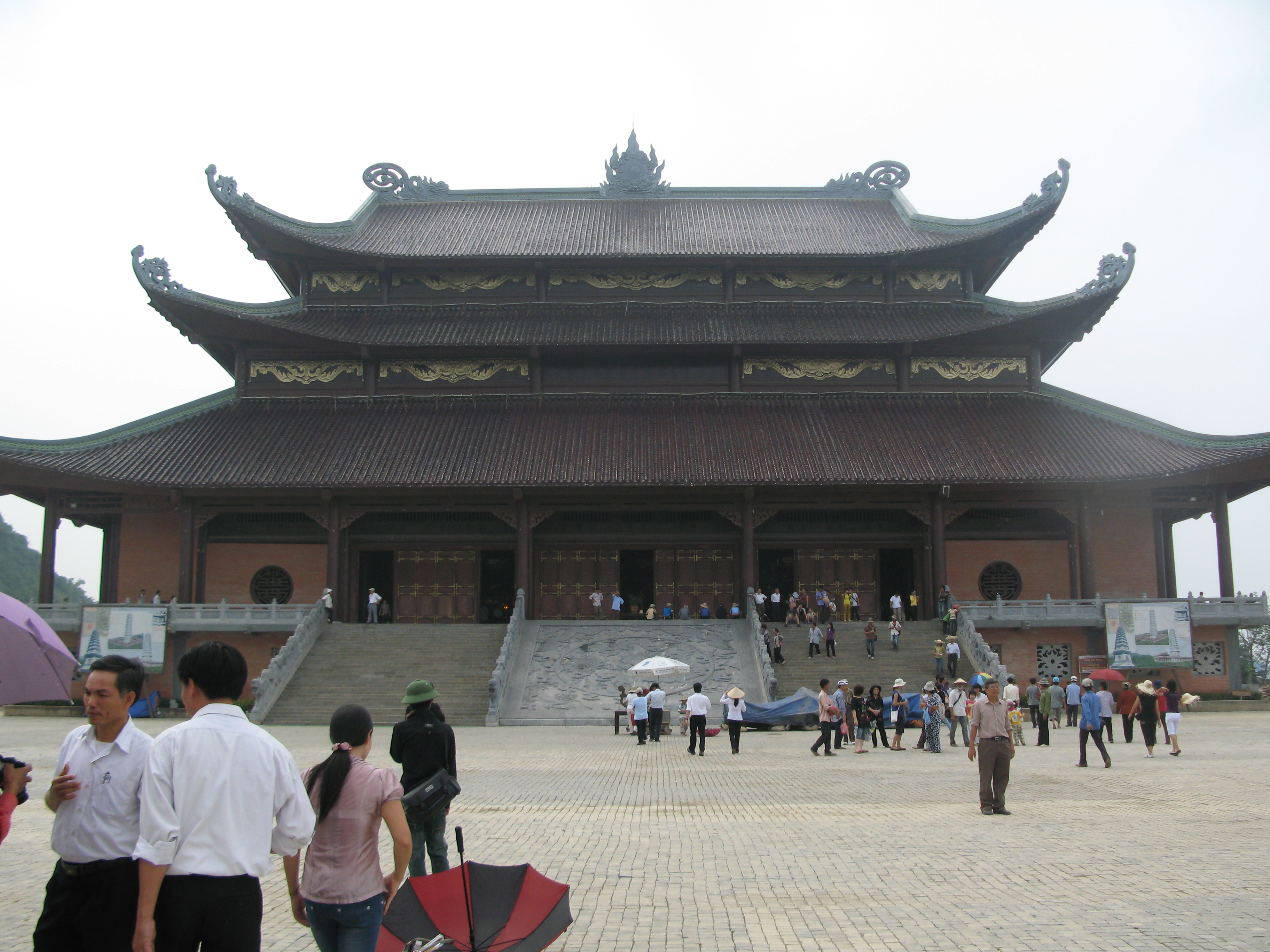
Khách du xuân ở Chùa Bái Đính

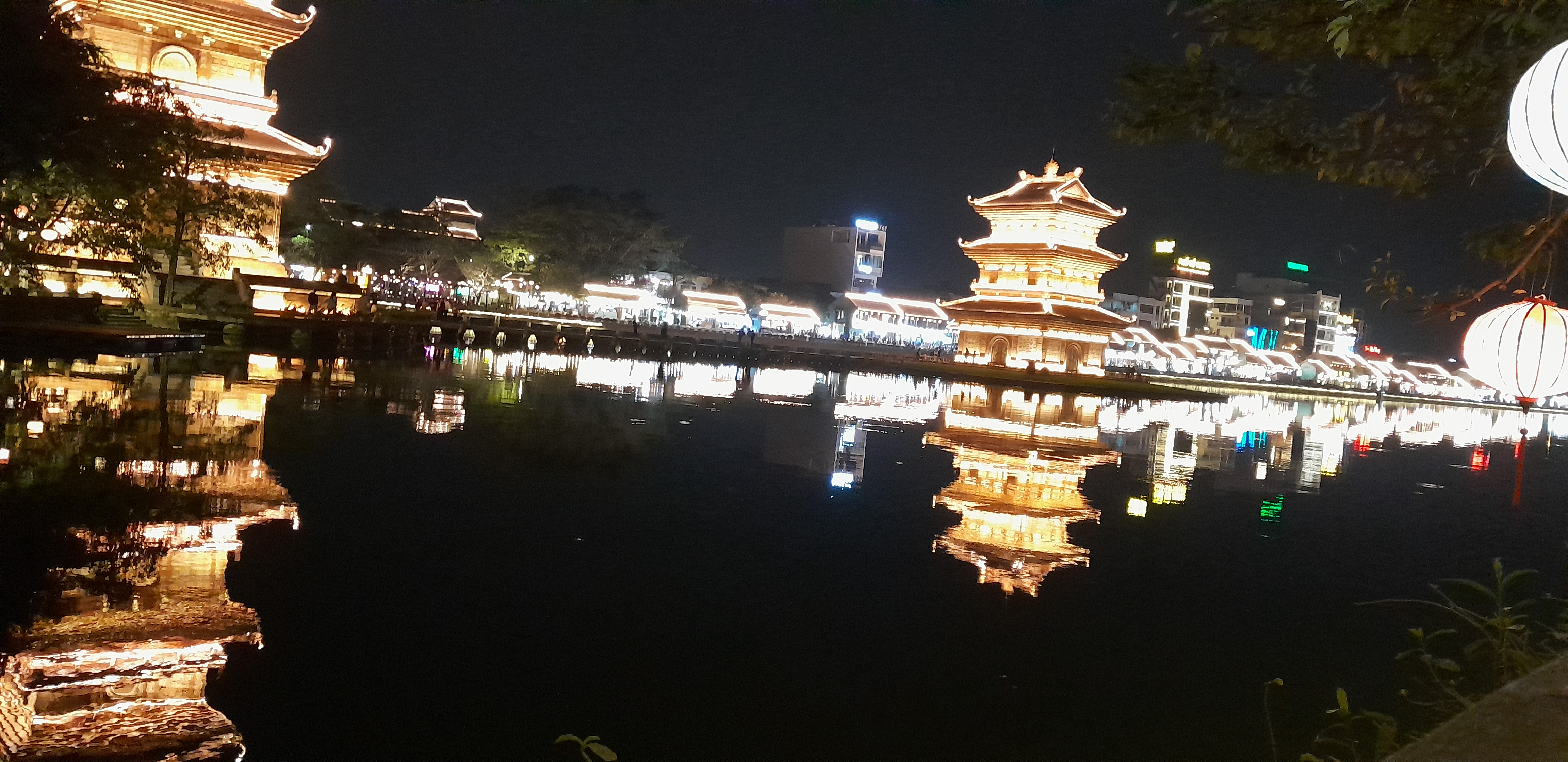
Một lễ hội đêm Phố cổ Hoa Lư

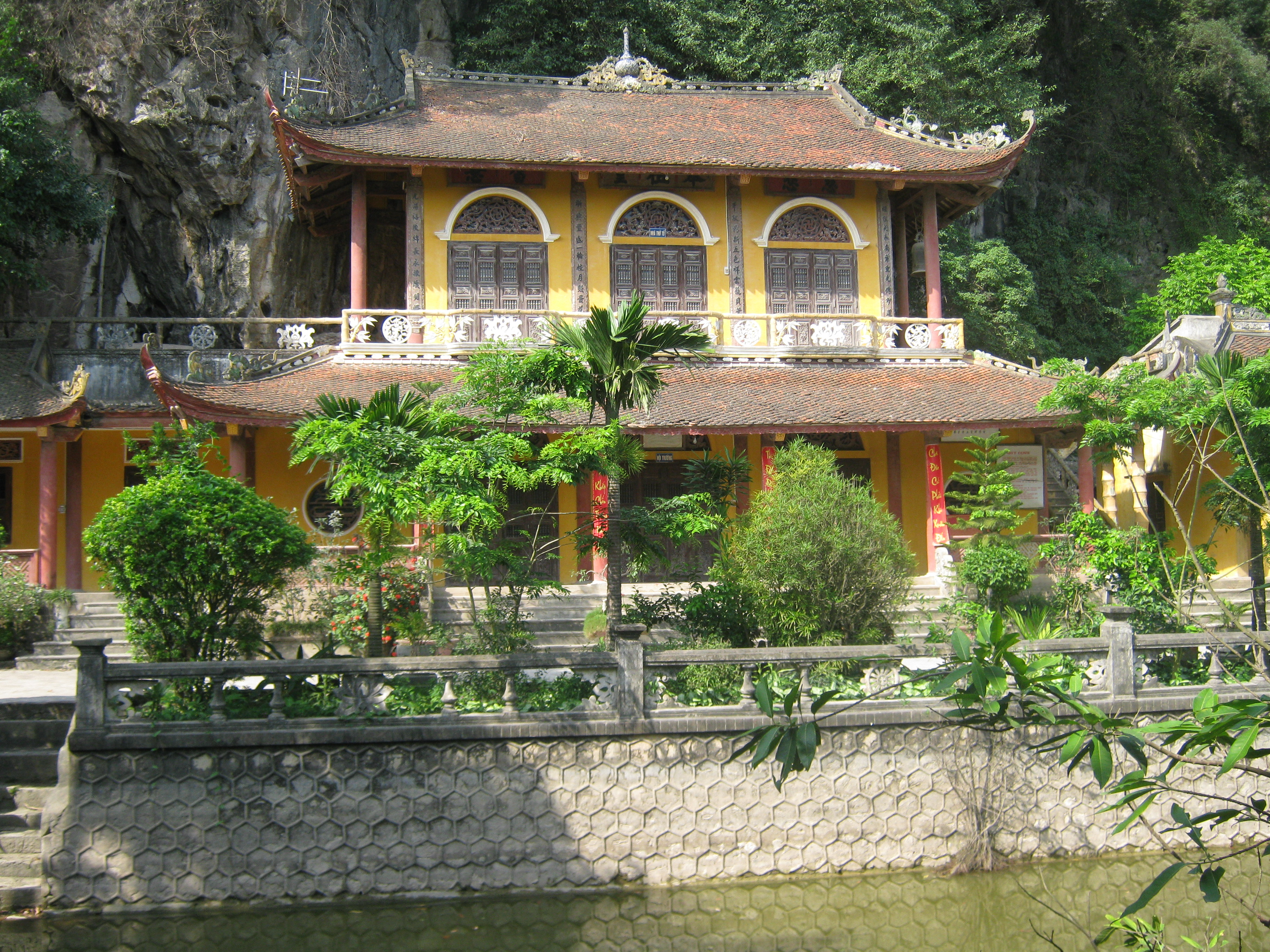
Chùa Địch Lộng ở Gia Viễn

Ninh Bình là vùng đất sở hữu số lượng di tích lớn với hơn 5.000 di tích các loại, trong đó có 8 di tích quốc gia đặc biệt, 265 di tích cấp quốc gia, 784 di tích cấp tỉnh, hàng chục bảo vật, nhóm bảo vật quốc gia. Gắn với những di tích này là những lễ hội truyền thống được mở ra hàng năm.

## Tổng quan
Ninh Bình là vùng đất phong phú các lễ hội văn hóa đặc sắc như Lễ hội Hoa Lư, lễ hội chùa Bái Đính, lễ hội chùa Tam Chúc, Lễ hội Tịch điền Đọi Sơn, lễ hội đền Trần, hội phủ Dầy, hội chợ Viềng,  lễ hội Tràng An... Các lễ hội văn hóa ở Ninh Bình diễn ra nhiều ở mùa xuân.
Nhiều lễ hội ở Ninh Bình đã được ghi danh trong danh mục di sản văn hóa phi vật thể quốc gia như: Lễ hội Hoa Lư, Lễ hội làng Bình Hải, Lễ hội Báo Bản làng Nộn Khê, lễ hội đền Thánh Nguyễn, Lễ hội Bánh dày đình Lục Giáp, lễ hội đền Trần Thương, lễ hội đền Lảnh Giang, lễ hội đền Bà Vũ, lễ hội chùa Đọi Sơn, lễ hội chùa Bà Đanh, Lễ Tịch điền Đọi Sơn, Lễ hội vật võ Liễu Đôi lễ hội Phủ Dầy, lễ hội Đền Trần, lễ hội chùa Keo Hành Thiện

## Danh sách lễ hội tiêu biểu
Sau đây là danh sách một số lễ hội tiêu biểu xếp theo thứ tự thời gian diễn ra trong năm âm lịch:
1. Lễ hội chùa Bái Đính (Gia Viễn): bắt đầu chiều ngày mùng 1 tết âm lịch, khai hội mùng 6/1 đến hết tháng 3 âm lịch hàng năm.
2. Hội làng Gừa mùng 4/1 tại làng Gừa, xã Thanh Bình, tôn vinh Trương Nguyên, tướng của Vua Đinh Tiên Hoàng.
3. Lễ hội đình Vật ở làng Bồ Vi diễn ra tại xã Yên Mô vào ngày 4 tết hàng năm. Lễ hội làng Bồ Vi suy tôn đức thánh Nguyễn và tinh thần thượng võ của người dân Yên Mô.[5]
4. Lễ hội làng Yên Vệ cũng có hội thi đấu vật, diễn ra ngày mùng 4 tết âm lịch ở làng Yên Vệ phường Đông Hoa Lư tại đền Thượng thờ Nguyễn Minh Không và chùa Phúc Long.
5. Lễ hội làng Ngọc Lâm được tổ chức vào ngày mùng 5 tết hàng năm tại làng Ngọc Lâm, xã Yên Mạc.[6]
6. Lễ hội vật võ Liễu Đôi từ 5 - 10/1 Âm lịch, tại Làng Liễu Đôi, xã Thanh Bình
7. Lễ hội đền Áp Lãng - cửa Thần Phù diễn ra ngày 6 tết âm lịch tại xã Yên Mạc.
8. Hội đền Đá diễn ra ngày 6/1 tại xã Nam Hồng.
9. Hội đền Giáp Nhất diễn ra 6 - 7/1 tại xã Hiển Khánh.
10. Lễ hội Tịch điền Đọi Sơn diễn ra ngày 6 tháng giêng hàng năm tại núi Đọi Sơn, phường Tiên Sơn.
11. Lễ hạ cây nêu của cộng đồng người Mường xã Cúc Phương diễn ra vào ngày mùng 7 tháng giêng hàng năm.
12. Lễ hội đền Lăng, làng Cõi, Liêm Hà diễn ra vào các ngày mùng 6, 7 và 8 tháng 3 âm lịch hàng năm để tưởng nhớ các vị vua Đinh, vua Lê và các tướng.
13. Lễ hội chợ Viềng ngày 7, 8 tháng Giêng Âm lịch hàng năm tại xã Nam Trực và Hiển Khánh.
14. Lễ hội đền Năn - chùa Quảng Thượng - đền núi Hầu diễn ra vào ngày mồng 10 tháng giêng hàng năm ở làng Quảng Thượng, phường Yên Thắng.
15. Lễ hội đình Hàng Tổng - chợ Xanh diễn ra ngày 10 tháng giêng hàng năm tại xã Khánh Thiện.
16. Lễ hội động Hoa Lư tổ chức tại 4 địa điểm: Đình Trai, chùa Hưng Quốc, động Thung Lau, đền Thung Lá đều thuộc xã Gia Hưng.
17. Lễ hội xuân Tam Chúc diễn ra từ ngày 12 tháng Giêng âm lịch kéo dài đến hết hết tháng 3 âm lịch
18. Lễ hội báo bản làng Nộn Khê: vào hai ngày 13, 14 tháng giêng hằng năm tại xã Yên Từ, Yên Mô.
19. Lễ hội đền Hậu Trần: Diễn ra từ ngày 13 đến 15 tháng giêng ở thôn La Phù, xã Yên Mạc, tưởng nhớ hai vị Vua thời Hậu Trần là Giản Định Đế và Trùng Quang Đế.
20. Khai ấn đền Trần được tổ chức vào đêm ngày 14/1 Âm lịch hàng năm tại khu di tích đặc biệt Đền Trần - chùa Phổ Minh.
21. Lễ hội đình Mống Lá diễn ra 15 tháng giêng hàng năm tại đình, chùa Mống Lá xã Nho Quan.
22. Lễ hội đền Dâu: là lễ hội lớn ở  phường Trung Sơn, diễn ra 15 tháng giêng đến hết tháng 3 âm lịch hàng năm.
23. Lễ hội đình Phúc Lộc ngày 9-11 tháng 2 âm lịch tại làng nghề mộc Phúc Lộc, Nam Hoa Lư.
24. Hội đền Y Lư diễn ra ngày 8 - 10/2 tại Thôn Y Lư, xã Nam Ninh.
25. Lễ hội đền Bà Đanh từ 9-11 tháng 2 âm lịch tại chùa Bà Đanh, thôn Đanh Xá, phường Kim Bảng,
26. Lễ hội phủ Đồi Ngang tổ chức từ ngày 10 đến ngày 20 tháng 2 âm lịch tại xã Phú Long.
27. Lễ hội làng Xuân Vũ ngày 12 tháng 2 âm lịch hàng năm tại phường Nam Hoa Lư.
28. Lễ hội đền Sầy tổ chức vào 12 tháng 2 âm lịch tại xã Thanh Sơn.
29. Lễ hội làng Dâu diễn ra 15 tháng 2 Âm lịch tại Làng Mỹ Đôi, thuộc xã Bình Mỹ.
30. Lễ hội đền Như Độ diễn ra vào 15 tháng 2 Âm lịch những năm Tý - Ngọ - Mão -Dậu, tại xã Quang Thiện.
31. Lễ hội nhà thờ họ Trương Việt Nam diễn ra vào ngày 19 tháng 2 âm lịch hàng năm tại Thiên Tôn, Hoa Lư.
32. Lễ hội đình, chùa Cao Đà diễn ra ngày 23, 24 tháng 2 âm lịch ở xã Nhân Hà.
33. Lễ hội chùa Dầu vào ngày 29 tháng 2 âm lịch trong 3 ngày ở các năm Tý, Ngọ, Mão, Dậu ở	phường Đông Hoa Lư.
34. Lễ hội chùa Phúc Hải diễn ra ngày 1 - 3/3 tại thôn Kim Đệ, xã Hải Anh
35. Lễ hội Phủ Dầy diễn ra từ 3/3 đến ngày 8/3 Âm lịch hàng năm tại khu di tích Phủ Dầy, xã Vụ Bản.
36. Lễ hội đền Thượng Thái Sơn ngày 3 tháng 3 âm lịch suy tôn công chúa Nhồi Hoa và truyền thống tốt đẹp hai dân tộc Việt - Lào tại Tây Hoa Lư.
37. Hội đền Đông diễn ra ngày 5 - 15/3 tại Thôn Quả Linh, phường Trường Thi
38. Lễ hội chùa Địch Lộng xã Gia Trấn: ngày 6 và 7 tháng 3 âm lịch.
39. Lễ hội Hoa Lư (Tây Hoa Lư): thường diễn ra vào các ngày 6, 7, 8, 9, 10 tháng 3 âm lịch tại quảng trường lễ hội cố đô Hoa Lư.
40. Lễ hội đền Thánh Nguyễn từ ngày 8 đến ngày 10 tháng 3 âm lịch tại di tích đền đức Thánh Nguyễn, thuộc xã Đại Hoàng. Lễ hội tôn vinh Lý Quốc Sư Nguyễn Minh Không.
41. Lễ hội đền Quảng Phúc: từ ngày 10 đến 15/3 âm lịch tại thôn Quảng Phúc, xã Yên Mô tưởng nhớ các vị thần Cao Sơn, thần Quý Minh.
42. Lễ hội làng Khương Dụ diễn ra từ ngày 10 ngày 12 tháng 3 âm lich hàng năm tại xã Yên Mô.
43. Lễ hội đền Thái Vi (Nam Hoa Lư): từ ngày 14 đến ngày 16/3 âm lịch để tưởng nhớ công lao của các vị vua Trần.
44. Lễ hội chùa Long Đọi Sơn từ 17 - 21 tháng 3 âm lịch tại chùa Long Đọi, phường Tiên Sơn
45. Lễ hội Tràng An và Lễ hội đền Trần suy tôn thần Quý Minh trấn cửa ngõ phía nam kinh đô Hoa Lư diễn ra ngày 18/3 âm lịch hàng năm.[7]
46. Lễ hội Kỳ Phúc làng Hà Thanh diễn ra từ 16 đến 18 tháng 3 âm lịch tại làng Hà Thanh, xã Yên Từ.
47. Lễ hội chùa Ninh Cường diễn ra ngày 17/5 tại Thôn Giáp Nhì, xã Ninh Cường
48. Lễ hội đền Lảnh Giang diễn ra từ 18 - 25 tháng 6 âm lịch và 20 tháng 8 âm lịch tại thôn Yên Lạc, phường Duy Tân.
49. Lễ hội đền Lựu Phố diễn ra ngày 15/8 tại Thôn Lựu Phố, phường Nam Định
50. Lễ hội đền Trần-chùa Tháp diễn ra ngày 15 - 20/8 tại Phường Nam Định
51. Lễ hội đền Xám ngày 17 - 20/8 tại phường Hồng Quang
52. Lễ hội đền Trần Thương diễn ra từ 18 - 20 tháng 8 âm lịch tại đền Trần Thương, xã Trần Thương
53. Lễ hội Yên Cư: Thường tổ chức vào 20 tháng 8 hàng năm ở xã Yên Khánh.
54. Lễ hội đình Tân Phong (xã Nho Quan) tổ chức vào rằm tháng giêng và 22 tháng 8 âm lịch hàng năm.
55. Lễ hội chùa Keo Hành Thiện diễn ra từ 12 đến 15 tháng 9 Âm lịch tại Xuân Hồng.
56. Lễ hội chùa Cổ Lễ từ ngày 13 đến ngày 16/9 Âm lịch hàng năm tại xã Cổ Lễ.
57. Lễ hội đình Bườn - miếu Trúc diễn ra ngày 10 tháng 10 âm lịch hàng năm tại phường Đông A.
58. Lễ hội đình Voi đá Ngựa đá diễn ra vào ngày 12/10 âm lịch tại phường Hoa Lư.
59. Lễ hội làng Thượng Đồng, xã Vạn Thắng tôn vinh Vua Đinh diễn ra vào ngày 16-10 âm lịch.
60. Lễ hội đền thờ Tạ Danh Nghĩa xã Đồng Thái diễn rà ngày 7 tháng 11 hàng năm.
61. Lễ hội phủ Châu Sơn: Diễn ra vào ngày 12 tháng 11 âm lịch hàng năm tại xã Phú Sơn.
62. Lễ hội đền Nguyễn Công Trứ (Quang Thiện): từ 13 đến 15 tháng 11 âm lịch. Lễ hội tưởng nhớ công lao người đã chiêu dân khai sinh ra huyện Kim Sơn cũ.
63. Lễ hội đền Din diễn ra từ 1 - 10/12 âm lịch tại xã Nam Minh.
64. Lễ hội Bánh dày đình Lục Giáp, làng Bồ Xuyên, xã Đồng Thái diễn ra từ ngày 25 đến 29 tháng 11 âm lịch tôn vinh các vị tướng thời Hùng Vương.
65. Lễ hội đền vua Đinh Yên Thắng diễn ra ngày 24/12 Thôn Dương Hồi, xã Vạn Thắng
66. Lễ hội Giáng sinh diễn ra vào 25/12 dương lịch hàng năm tại nhà thờ chính tòa Phát Diệm, Nhà thờ chính tòa Bùi Chu là những trung tâm công giáo lớn của Việt Nam.
67. Lễ hội Đầu Xuân (Kỳ Phú, xã Phú Long) tổ chức từ 27-12 đến 7-1 âm lịch.